# Ooteca

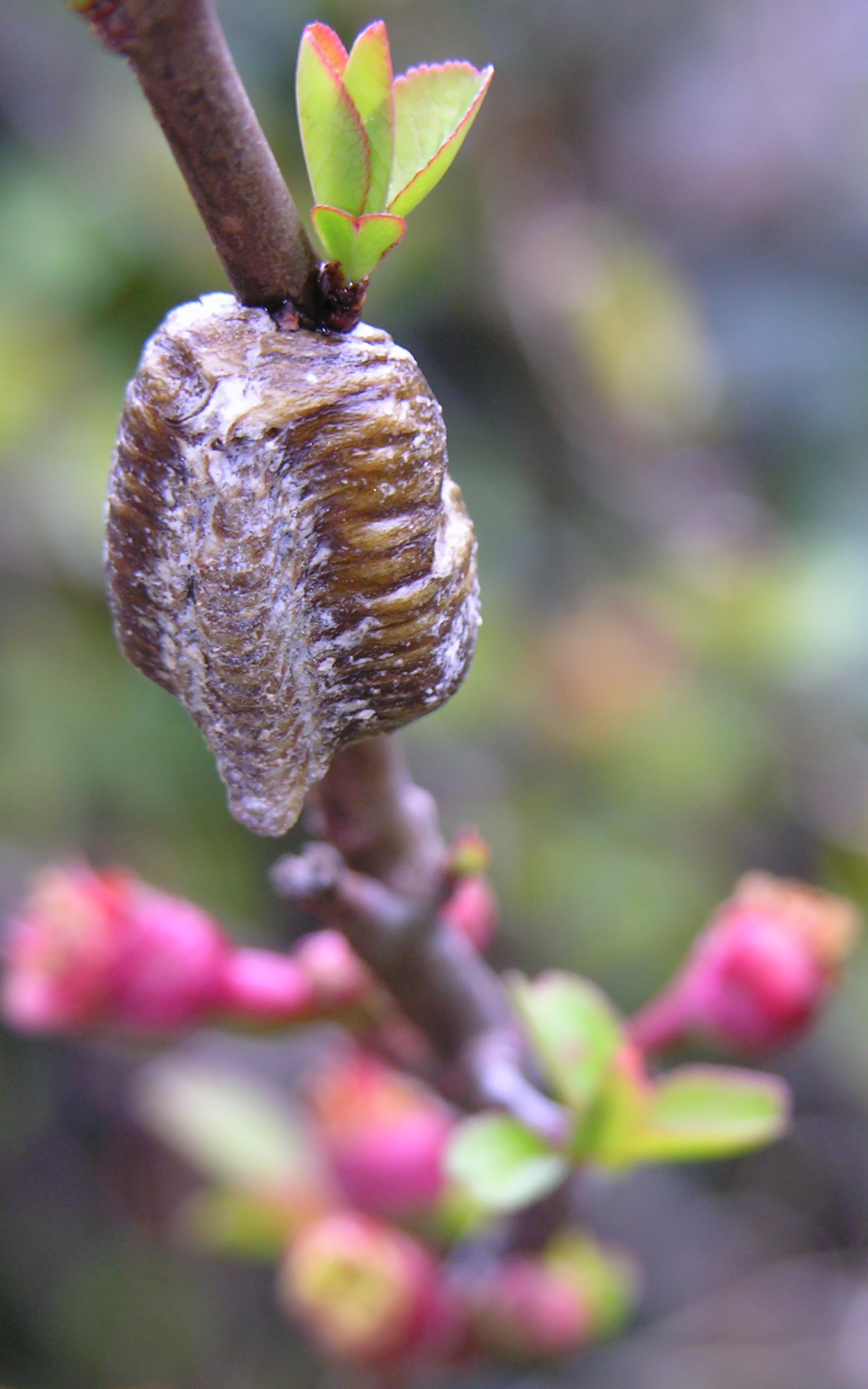
Ooteca di mantoideo

L'ooteca, o ovoteca, è l'involucro in cui sono contenute le uova deposte da varie specie di insetti. Ha funzioni protettive ed è secreta, in alcune specie, prima dell'espulsione delle uova (per esempio nelle blatte), in altre durante la deposizione (come nelle mantidi). All'interno delle ooteche delle blatte si possono trovare all'incirca 30 uova, in quelle delle mantidi fino a 200. La funzione protettiva è la principale. Nelle ooteche degli artropodi in grado di produrle vengono deposte svariate decine di uova.
Anche altri gruppi di invertebrati utilizzano strutture di materiale organico (o in parte mineralizzate) secrete dalla femmina. In alcuni Cefalopodi (genere Argonauta Linnaeus, 1758) la femmina secerne una pseudo-conchiglia di calcite magnesiaca che utilizza principalmente come ooteca.